# Jüdisches Leben in Bochum

Nach dem Abriss einiger alter Häuser ist die Synagoge im Mai 1929 besser zu sehen. Die Zeitung Bochumer Anzeiger lobt, noch, die Schönheit des Gebäudes.

Das jüdische Leben in Bochum lässt sich ab dem 17. Jahrhundert nachweisen. Bochum ist heute Sitz der jüdischen Einheitsgemeinde Jüdische Gemeinde Bochum-Herne-Hattingen.

## Geschichte

### Der Beginn jüdischen Lebens in Bochum
1616 wurden in einer Bochumer Stadtrechnung zwei jüdische Familien namentlich erwähnt. Ob Bochum bereits früher jüdische Einwohner oder sogar eine Synagoge hatte, ist unsicher. Sie werden in Überlieferungen genannt, sind aber nicht belegt. Ab 1650 sind Gottesdienste in einem Betraum nachweisbar. 1736 wurden bereits neun Familien gezählt. Zu ihnen gehörte Dr. Coppilia Pictor, der erste studierte und promovierte Arzt in der Stadt. Die anderen Familienvorstände waren Krämer, Schlächter, Kaufleute, Geldverleiher. Unter ihnen ist auch der erste, namentlich bekannte jüdische Religionslehrer in Bochum, Meyer Nathan, der 1731 erwähnt wird. Er war auch Vorbeter und Schächter.

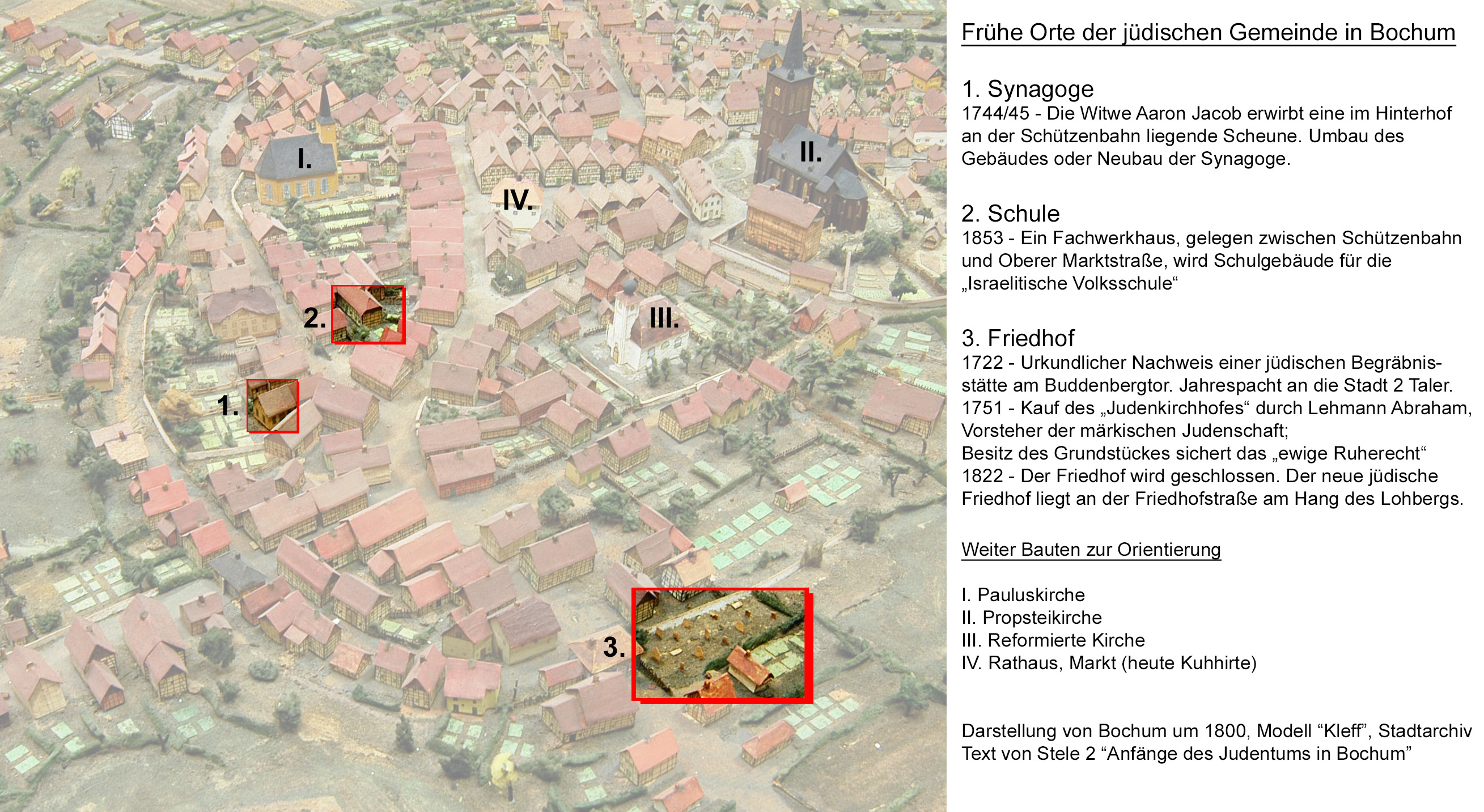
Frühe Orte des jüdischen Lebens in Bochum

Ein Nachweis aus dem Jahr 1722 über die Jahrespacht von 2 Taler für eine Begräbnisstätte ist der erste schriftliche Beleg für jüdisches Gemeindeleben. Dieser Friedhof lag, gemäß der jüdischen Traditionen, außerhalb der bebauten Ortschaft, vor dem Buddenbergtor (heute wäre es zwischen dem ehemaligen Stadtwerkehochhaus und dem Bochumer Fenster).
Um 1745 erwirbt die Witwe Aaron Jacob eine im Hinterhof an der Schützenbahn liegende Scheune. Danach erfolgt der Umbau des Gebäudes oder der Neubau der Synagoge auf diesem Grundstück. Die Synagoge ist der Ort der Versammlung, des Lernens und des Gebets. In der ältesten Bochumer Stadtgeschichte aus dem Jahr 1790 berichtet Carl Arnold Kortum, dass die hiesigen Juden „ohngeachtet der geringen Anzahl dennoch eine guteingerichtete Synagoge oder Schule“ haben.
1812 trat das Preußische Judenedikt in Kraft, das den 74 zu der Zeit in Bochum lebenden Juden unter anderem größere Freiheit bei der Wahl des Wohnsitzes gewährte. 1828 wurde eine jüdische Volksschule gegründet. 1830 waren es 123 Personen in 13 Familien, davon 32 schulpflichtige Kinder. 1852 gab es bereits über 200 Juden in Bochum.
Im 19. Jahrhundert wurden zwei Begräbnisplätze auf dem neuen Friedhof angelegt. Einige der alten Gräber wurden hierhin verlegt. 
Der israelitischen Gemeinde wurde 1821 ebenfalls von der Polizei ausgegeben, einen neuen Begräbnisplatz außerhalb der Stadt anzulegen. Nach anfänglichen Schwierigkeiten beschaffte sich die Gemeinde 1822 einen „schicklichen Platz“, direkt an dem Neuen Friedhof, dem heutigen Kortumpark. Der alte jüdische Friedhof an der Buddenbergstraße wurde 1833 auf Veranlassung des Landrats nach einer Errichtung einer neuen Mauer nach der Stadt zu mit Gesträuch bepflanzt, und bekam ein gartenähnliches Aussehen erhielt. Später wurden neben den neuen jüdischen Friedhof noch eine weiter jüdische Begräbnisplätze angelegt. Einige der Gräber wurden vom alten jüdischen Friedhof auf diese neuen Friedhöfe verlegt.
Von dem ersten jüdischen Friedhof sind, nach einer weiteren Umbettung, zwei Grabsteine auf dem Friedhof an der Wasserstraße erhalten. Sie erinnern an Isaac Issachar (gest. 1760) und Aaron Marcus (gest. 1766). Ein weiterer Friedhof befand sich in der ehemaligen Stadt Wattenscheid. In Bochum-Stiepel befand sich ein Begräbnisplatz an der Straße Am Brunen, bei dem die letzte Bestattung um das Jahr 1880 erfolgt sein soll.

### Gründung der Synagogengemeinde Bochum
Der Synagogenvorsteher war 1833 Aron Herz, Moritz Würzburger sein Stellvertreter.
1854 entstand die Synagogengemeinden Bochum. Ebenso entstanden Gemeinden in den Nachbarstädten Hattingen und Witten. Sie waren als Körperschaft öffentlichen Rechts organisiert, was ihnen eine gewisse organisatorische Sicherheit verlieh. Die Gemeinde wählte aus ihrer Mitte sogenannte Repräsentanten, die den Gemeindehaushalt festsetzten und kontrollierten.

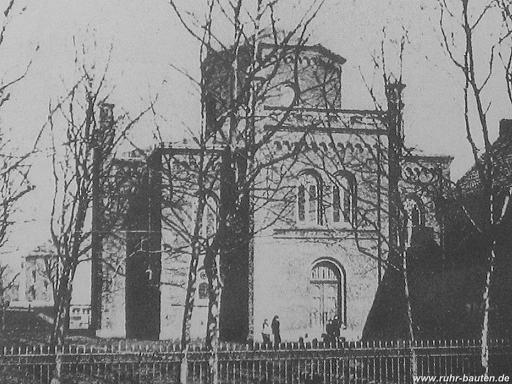
Alte Synagoge in der Wilhelmstraße

Nachdem die alte Synagoge für die wachsende Bevölkerung zu klein geworden war, wurde an der damaligen Wilhelmstraße (heute Huestraße) eine neue Synagoge gebaut. Als Vorsitzender der Jüdischen Gemeinde leitete Phillipp Würzburger den Neubau, welcher 1861 begann. Ende August 1863 wurde das Gebäude eingeweiht. Aus diesem Anlass fanden mehrtägige große Feierlichkeiten statt, an denen die allgemeine Bevölkerung teilnahm, sowie der Magistrat und die Stadtverordneten. Bürgermeister Greve bezeichnete die neu eingeweihte Synagoge als „Zierden der Stadt“. Die jüdische Schule lag in unmittelbarer Nähe der Synagoge, an der Wilhelmstraße 16. Nach mehrmaligem Umbau und Ausbau hatte die jüdische Volksschule drei Unterrichtsräume und bot Platz für 100 Schüler. In dem Gebäude waren außer den Büroräume für die Gemeindeverwaltung, die Lehrerwohnung, die jüdische Wanderfürsorgestelle, die Gemeindebibliothek und ein Kinderhort untergebracht.
Der Gemeindevorsitzende Phillipp Würzburger war langjähriger Stadtverordneter der Stadt Bochum. Er wurde erstmals 1847 in die Stadtverordnetenversammlung gewählt und war ab 1851 Stadtrat und gehörte vielen städtischen Gremien an. Seit 1870 war er als unbesoldeter Beigeordneter der zweite Mann im Magistrat, nach dem Bürgermeister Max Greve. Als Greve 1872 unerwartet verstarb, führte Würzburger etwa ein halbes Jahr lang die Geschäfte der Stadt Bochum.
Als Vorsitzender der Parkkommission setzte sich Würzburger vehement für die Schaffung des Stadtparks ein, trotz erheblicher Widerstände. Er hatte die Vision, einen Ausflugsort für die ärmere Arbeiterklasse zu schaffen, was ihm letztendlich auch gelang. Ohne sein Engagement ist es unsicher, ob der Stadtpark Bochum existieren würde.
Als gegen Ende des Jahrhunderts der Antisemitismus gegen die Juden auch in Bochum zunahm, gab es auch unerfreulichste politische Veranstaltungen. Dazu zählten mehrere antisemitische Vorträge und Parteiversammlungen während der 1880er-Jahre. Ein bekannter Antisemit, Max Liebermann von Sonnenberg, der 1884 mehrfach im Schützenhof aufgetreten war, zog mit seiner Rede bis zu 3000 Zuschauer an. Die Honoratioren der Stadt Bochum fühlten sich dazu berufen, klare Gegenposition zu beziehen. In einem offenen Brief vom 12. Juli 1884 distanzierten sich mehr als 60 angesehene Bochumer Bürger von der judenfeindlichen Bewegung: Industrielle, leitende kaufmännische Angestellte, Angehörige des Mittelstandes und hohe städtische Beamte. Darunter war der wichtigste Industrielle von Bochum, Louis Baare, und der Stadtbaumeister Hermann Bluth. Sie appellierten an die Leser, sich von solchen Versammlungen fernzuhalten. Louis Baare gehörte auch als westfälisches Mitglied dem von liberal und humanistisch gesinnten Bürgern 1890 gegründeten „Verein zur Abwehr des Antisemitismus“ an, und unterzeichnete entsprechende Aufrufe. Ein antisemitischer Kongress im Schützenhof Bochum, der einige Hundert Teilnehmer umfasste, fand 1889 statt, auf dem die Gründung der „Deutsch-Sozialen Partei“ stattfand. Sie zog kurz darauf in den Reichstag ein, verlor aber bis zum Ersten Weltkrieg stark an Bedeutung.

### Juden als Bestandteil der Bochumer Gesellschaft

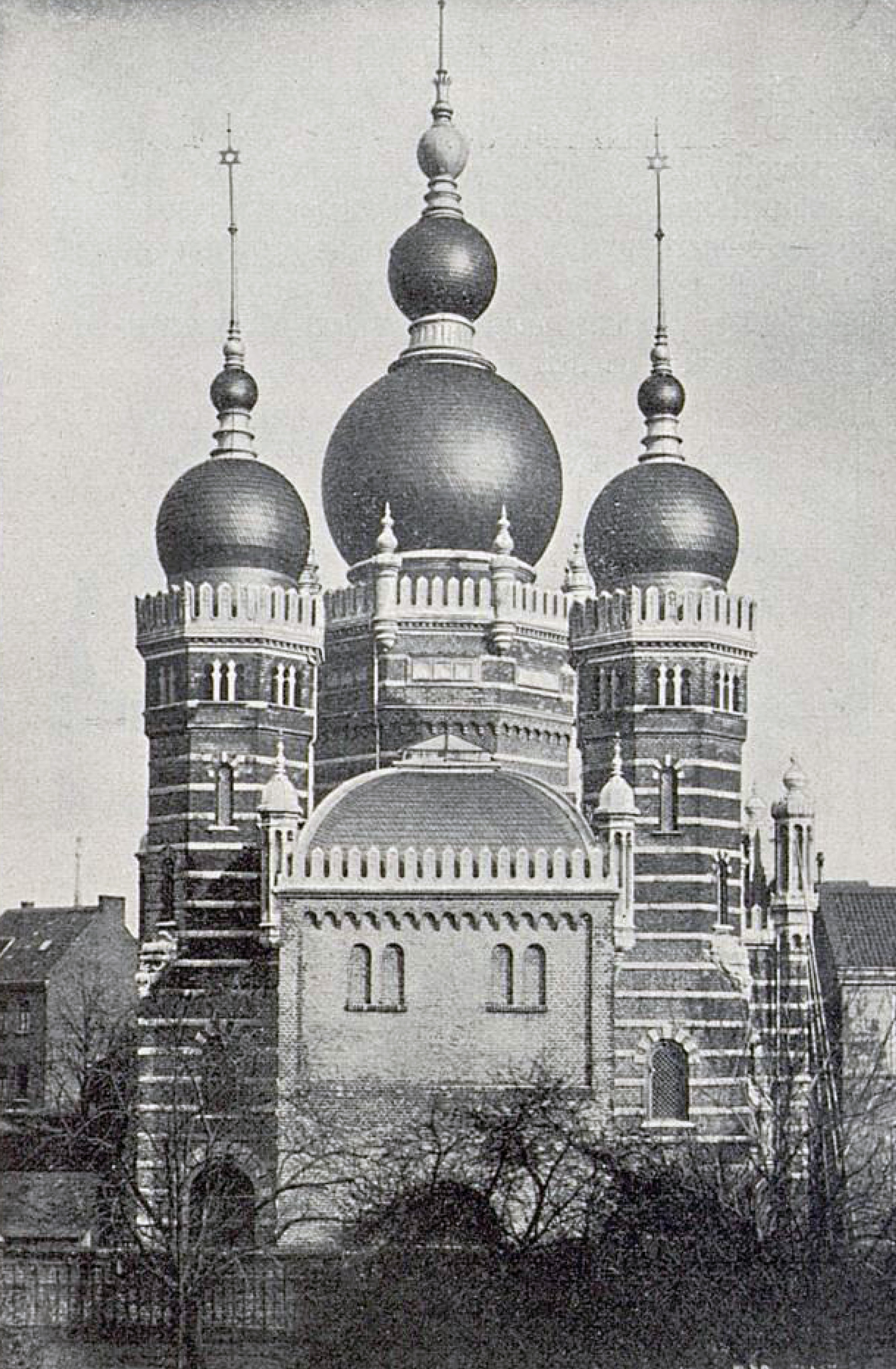
Die Bochumer Synagoge nach dem Umbau 1896

1895/96 musste die Synagoge erweitert werden. 1901 wurde Moritz David als erster Rabbiner der Bochumer Gemeinde berufen und blieb dort bis zu seinem freiwilligen Ruhestand im Jahr 1934. 1938 emigrierte er mit Hilfe von Leo Baeck nach England.
Damals lebten etwa 800 Juden in Bochum, überwiegend als Kaufleute und Handwerker, später auch als Rechtsanwälte und Ärzte. Einige Mutige investierten in neue Erfindungen und zukunftsträchtige Branchen: Jakob Goldstaub gründete 1910 Bochums größtes und modernstes Kino, Bendix Bloch war Inhaber der ersten Werbeagentur in Bochum. Das bürgerliche Leben in Bochum wurde zu der Zeit gleichermaßen von Juden und Nichtjuden gestaltet und geprägt. Jüdische Männer und Frauen waren Mitglieder und Vorsitzende vieler Bochumer Vereinigungen. Die Aktivitäten der Vereine, die innerhalb der jüdischen Gemeinde bestanden, waren Bestandteil des Bochumer Lebens.
Eine Persönlichkeit der Bochumer Gesellschaft war die Politikerin und Frauenrechtlerin Ottilie Schoenewald (1883–1961). Sie war bereits vor dem Ersten Weltkrieg in zahlreichen Vereinen, Ausschüssen und Einrichtungen aktiv. 1919 wurde sie für die Deutschen Demokratischen Partei (DDP) in das Bochumer Stadtparlament als eine von acht Frauen (von 66 gewählten Stadtverordneten) gewählt. Diesen verließ sie nach 1926 aufgrund des Erstarkens der NSDAP. Sie leitete später den Reichsparteiausschuss der Deutschen Demokratischen Partei. Ab 1929 war sie im Vorstand des Jüdischen Frauenbundes in Berlin, ab 1934 deren Vorsitzende. Das Ottilie-Schoenewald-Weiterbildungskolleg, ein Weiterbildungskolleg in Bochum, ist nach ihr benannt.
1918 entstand der jüdische Friedhof an der Wasserstraße, welcher noch heute besteht. Die Trauerhalle der jüdischen Gemeinde wurde hier 1928 gebaut. Der Bauherr war das Stadtbauamt Bochum, der Architekt Theodor Sohm. Im Jahre 1954 wurden Gräber hierhin umgebettet, als zwei jüdische Friedhöfe an der Friedhofstraße / Wittener Straße, im Kortumpark, wegen des Neubaus des Bochumer Hauptbahnhofs aufgelassen wurden.
1922 wurde Erich Mendel als Kantor berufen; später wurde er außerdem Lehrer an der Jüdischen Volksschule, deren Leitung er schließlich übernahm. Er betätigte sich auch als Konzertsänger, musste diese Karriere jedoch nach der Machtergreifung der Nationalsozialisten aufgeben. Stattdessen entwickelte er sich zum Sammler synagogaler Musik und zum Musikwissenschaftler. Von 1933 bis 1939 trug er mehrere hundert Bände Noten und eine große Spezialbibliothek zusammen. Nach einer Verhaftung im November 1938 emigrierte er im Juli 1939 nach England und später in die USA. Dort baute er die größten Sammlungen synagogaler Musik weltweit auf. 
1932 hatte die Bochumer jüdische Gemeinde 1.152 Mitglieder und war damit die drittgrößte in Westfalen nach den Gemeinden in Dortmund und Gelsenkirchen.

### Zeit des Nationalsozialismus
Nach der Machtergreifung an die NSDAP wurden die Juden in Bochum verfolgt. Jüdische Geschäfte wurden früh durch den großangelegten Boykott gegen jüdische Geschäfte, Kanzleien und Praxen am 1. April 1933 getroffen. Weitere Stationen der Entwicklung waren Berufsverbote sowie „Arisierungen“, wo jüdischer Besitz nahezu entschädigungslos auf Bürger aus Bochum oder durch die von Nationalsozialisten beherrschte örtliche Behörden übertragen wurde. Durch den Erwerb zahlreicher ehemals jüdischer Grundstücke weit unter Wert profitierte auch die Stadt Bochum. Juden, die bei Nichtjuden angestellt waren, wurden oder mussten von diesen entlassen werden. Die jüdische Minderheit wurde so drangsaliert, dass sie sich kaum mehr ernähren konnte.

Anzeige des Kaufhauses Kortum, vormals Gebrüder Alsberg, 1933

Hervorzuheben ist das Warenhaus der Gebr. Alsberg AG. Es wurde 1933 aufgrund der jüdischen Abstammung bzw. Religionszugehörigkeit der Besitzer von den Nationalsozialisten enteignet und das Kaufhaus nach dem Arzt, Wissenschaftler und Dichter Carl Arnold Kortum in „Kaufhaus Kortum“ umbenannt. Am 6. Mai 1933 erschien eine letzte Anzeige im Bochumer Anzeiger, in dem die Firma oft mehrfach die Woche Anzeigen schaltete, mit der Bezeichnung Alsberg. Am 3. Juli 1933 wurde mit "Kaufhaus Kortum A-G Bochum, vormals: Gebrüder Alsberg A-G, Bochum", und am 5. August mit 1933 mit „Kaufhaus Kortum A.-G. Bochum, das deutsche Unternehmen“ inseriert. Zu den Profiteuren der Zerschlagung des Kölner Alsberg-Konzerns zählte der spätere Milliardär Helmut Horten.
Vor allem durch diese Verfolgungsmaßnahmen sank die Mitgliederzahl der jüdischen Gemeinde, von 1.134 Personen im Jahr 1932 auf 839 im Jahr 1935 bis auf 644 im Oktober 1938. Viele Bochumer Juden, die emigrierten, verloren durch behördliche Maßnahmen die Verfügungsgewalt über ihr Vermögen. Dann mussten sie vor der Auswanderung durch extra dafür erfundene Sondersteuern Teile ihres Vermögens an den deutschen Staat abliefern. Die Zwangsabschiebung der sogenannten „Ostjuden“ und der Novemberpogrom führte zu einer weiteren Fluchtwelle.

Kurze Zeitungsmeldung zum Niederbrennen der Synagoge und des Casinos. Der Bochumer Anzeiger, der 1929 die Synagoge lobte, schreibt: „… die mit ihren Zwiebeltürmen schon immer als ein Stein des Anstoßes galt …“

Ende Oktober wurden im Rahmen der Polenaktion viele ehemalige aus Polen stammende Juden von einem auf den anderen Tag in einer Zwangsaktion nach Bentschen an der Grenze zu Polen deportiert. Zigtausende Juden mussten daraufhin dort im Freien campieren, weil Polen sich weigerte, seine eigenen Staatsbürger aufzunehmen. Als daraufhin der aus Hannover stammende und schon vorher aus Deutschland geflüchtete Herschel Grynszpan einen deutschen Diplomaten in Paris erschoss, veranstalteten die Deutschen den Novemberpogrom, bei dem in ganz Deutschland hunderte Menschen ums Leben kamen und nahezu alle religiösen Gebäude der Juden abgebrannt wurden oder anderweitig zerstört. Auch in Bochum wurde die Synagoge ein Opfer der Flammen sowie das Judencasino an der Wittener Straße. Die Männer der Bochumer jüdischen Familien wurden verhaftet und interniert im KZ Sachsenhausen und dort unter anderem von SS-Leuten misshandelt. Die Juden wurden nach mehreren Monaten erst entlassen, nachdem sie zugesichert hatten, in Kürze aus dem Deutschen Reich auszureisen.
Der Rechtsanwalt und Notar Carl Rawitzki erhielt 1933 Berufsverbot, ging nach Berlin und dann nach Großbritannien. Verarmt kehrte er 1949 nach Bochum zurück und vertrat Opfer in Entschädigungsfragen. Später wurde er Ehrenbürger der Stadt Bochum.
 

Siegmund Schoenewald, Jurist und Notar sowie Vorsitzender der jüdischen Gemeinde, erhielt 1933 Berufsverbot. In der Nacht vom 9. auf den 10. November 1938 wurde er ins Konzentrationslager Sachsenhausen verschleppt. Er wurde dort einen Monat lang festgehalten. Er ging in die Niederlande, wohin ihm seine Frau Ottilie im März 1939 folgte. Zusammen emigrierten sie am 28. August 1939 nach Großbritannien. Er verstarb dort am 29. August 1943.

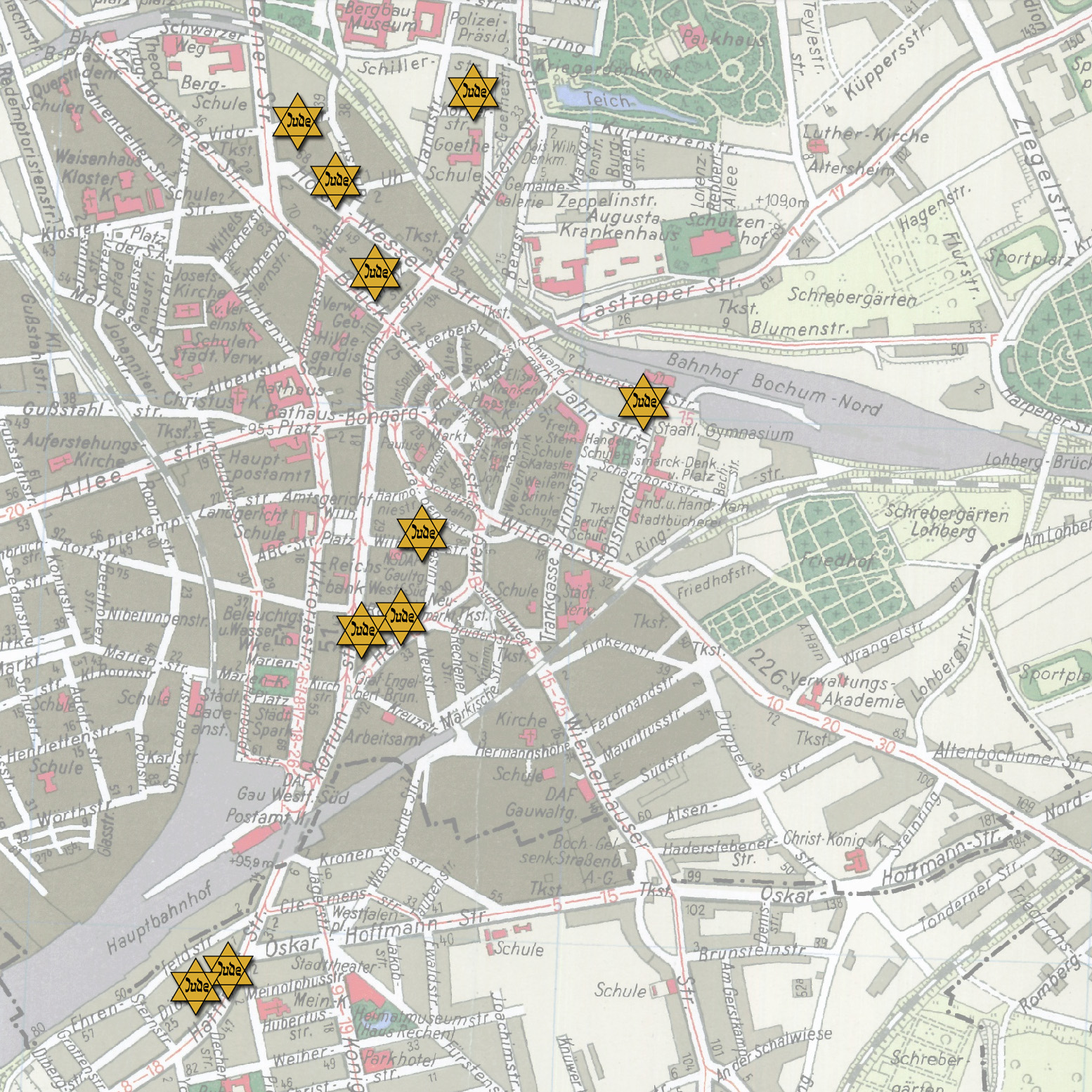
Judenhäuser in Bochum zur NS-Zeit

Mit Hilfe der Stadtverwaltung wurden jüdische Familien erfasst und zwangsweise in sogenannten "Judenhäuser" einquartiert. Dies waren in der Regel Häuser, die sich in jüdischem Eigentum befanden. In Bochum gab es "Judenhäuser" in der Franzstraße 11, Horst-Wessel-Straße 56 (heute Nordring), Rottstraße 9 und 11, Dibergstraße 2 und 4, Goethestraße 9, Widumestraße 11, Rheinische Straße 28 (am Nordbahnhof) und im Gebäude der früheren jüdischen Schule in der Wilhelmstraße 16 (heute Huestraße). Dieses diente auch zur Vorbereitung der Deportation. Beim Beginn der Deportationen im Jahr 1941 lebten nur noch 255 jüdische Einwohner in der Stadt.
Für die Deportationen hatte der Nordbahnhof Bochum ab Januar 1942 eine zentrale Funktion. Die Bochumer Juden wurden zunächst nach Dortmund gebracht und von dort mit weiteren Juden aus dem Regierungsbezirk Arnsberg weitertransportiert. Ziele waren Riga (27. Januar 1942), Zamość (27. April 1942), Theresienstadt (29. Juli 1942 und 5. März 1943) und Auschwitz (1. März 1943). Es wurden insgesamt 596 Bochumer Juden deportiert. Die meisten von ihnen verstarben in den Ghettos oder Lagern der besetzten polnischen Gebiete oder wurden dort ermordet. Vor dem Gebäude wurde 2020 die Gedenkstele "Geschichte des Bochumer Nordbahnhofs - Der Nordbahnhof als Ort von Deportation und die Vernichtung der jüdischen Gemeinde Bochum" eingeweiht. In dem Gebäude wurde am 5. September 2021 der Gedenkort Nordbahnhof eröffnet. Er umfasst unter anderem ein Saal mit einer kleinen Ausstellung zu den Deportationen. 
Die Lehrerin Else Hirsch half, Kindertransporte ins Ausland organisieren. Sie selbst verblieb als einzige jüdische Lehrperson bei den zurückgebliebenen Schülern an der jüdischen Schule in Bochum, bis sie im September 1941 aufgelöst wurde. Ende Januar 1942 wurde Else Hirsch zusammen mit einigen ihrer Schüler ins Rigaer Ghetto deportiert, etwa 1943 kam sie dort um. 
Insgesamt sind aus Bochum 517 und aus Wattenscheid 83 und in Bochum als Zwangsarbeiter 93 jüdische Frauen und Männer Opfer der Shoa geworden.
Juden wurden auch zur Zwangsarbeit in Bochum eingesetzt. Mitte 1944 wurde dann das Außenkommando Bochum des Konzentrationslagers Buchenwald an der Brüllstraße errichtet. Das Kommando Bochum sollte die Rüstungsproduktion im Bochumer Verein unterstützen. Es bestand bis März 1945. Rolf Abrahamsohn (später Vorsitzender der Jüdische Gemeinde Bochum-Herne-Recklinghausen von 1978 bis 1992), der in verschiedenen Lagern war, erinnerte sich:
„So kamen wir im August 1944 von Buchenwald aus nach Bochum.[…] Dieses Lager in Bochum war eines der schlimmsten KZs, die ich erlebt habe. Es war eine sehr zentralisierte Sache, wir waren immer auf dem Präsentierteller. Von den dortigen Häftlingen sind viele verhungert oder durch Bombensplitter umgekommen.“

### Neubeginn nach dem Zweiten Weltkrieg

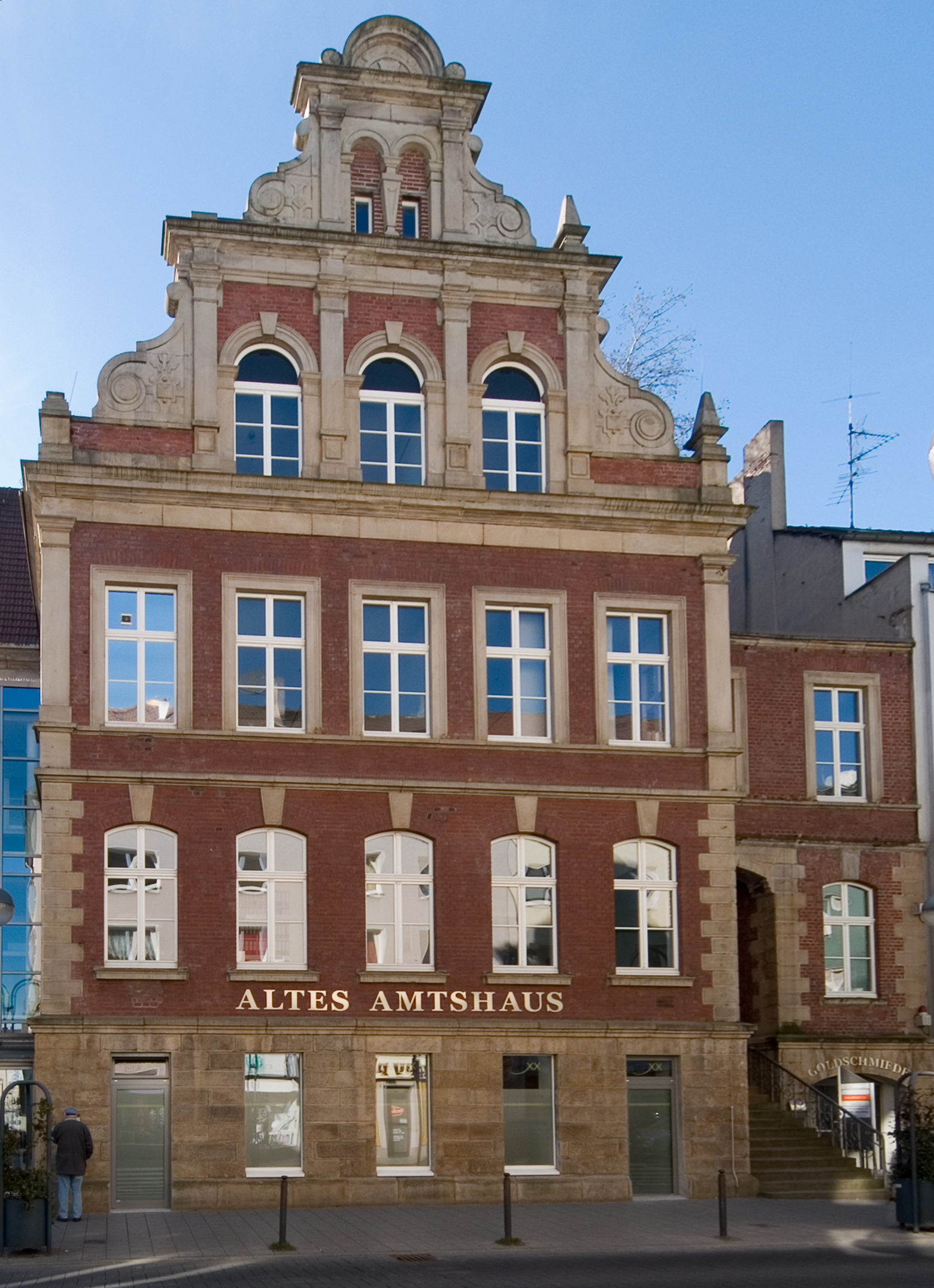
Das alte Amtshaus, Ort des ersten Betsaals nach dem Krieg.

Dennoch gab es einige wenige, die nach dem Ende des Terrorregimes wieder in ihre Heimatstadt Bochum zurückkehrten. Im Februar 1946 lebten 33 Juden in Bochum, die sich darum bemühten, wieder eine lebendige Gemeinde zu schaffen und zu erhalten. Im September 1947 stellte die Stadt Bochum den Mitgliedern im Haus Brückstrasse 33 b einen Raum als Betsaal zur Verfügung, in dem schon im Oktober die erste jüdische Hochzeit nach dem Krieg stattfand.
Aufgrund der geringen Mitgliedzahlen schlossen sich 1953 die Gemeinden Bochum, Herne und Recklinghausen zusammen und wurden als Körperschaft des öffentlichen Rechts unter dem Namen Jüdische Kultusgemeinde Bochum-Herne-Recklinghausen anerkannt. Der größte Teil des Gemeindelebens fand nun in Recklinghausen statt, wo bereits 1955 die neue Synagoge eingeweiht wurde.
1959 wurde durch einige Mitglieder der Synagogengemeinde Bochum eine Gedenktafel für Moritz David auf dem jüdischen Friedhof an der Wasserstraße enthüllt. Am 10. November 1968 wurde an der Seitenwand des Geschäftsgebäudes an der Huestraße 30 eine Gedenktafel zur Erinnerung an die zerstörte Synagoge angebracht. Nach den Worten des damaligen Oberbürgermeisters Heinemann während der Einweihungsfeier sollte sie „nicht nur der Erinnerung dienen“, sondern „zugleich auch Mahnung und Verpflichtung sein“. Am 27. Mai 1998 beschloss die Stadt Bochum Straßen im Ehrenfeld, die nach Protagonisten der Kolonisierung Afrikas benannt waren, umzubenennen: Die Petersstraße in Else-Hirsch-Straße, die Lüderitzstraße in Ottilie-Schoenewald-Straße und die Wißmannstraße in Dr.-Moritz-David-Straße. 2019 wurde eine Schule in Bochum-Gerthe nach Else Hirsch benannt.
Aufgrund der Initiative des Vereins „Erinnern für die Zukunft“ und die Einladung der Stadt besuchen ehemalige Bochumer und Wattenscheider Juden in den Jahren 1995 und 1997 ihre ehemalige Heimatstadt.
Aufschwung der jüdischen Gemeinde durch die Einwanderung von Juden aus Osteuropa nach dem Zerfall der Sowjetunion in den 1990er-Jahren. Durch diese Kontingentflüchtlinge entwickelte sich die Mitgliederzahl derart positiv, dass man ein Gemeindezentrum mit Betsaal in der Alten Wittener Straße 13 schuf, das von 1995 bis zur Einweihung der Neuen Synagoge 2007 bestand. Durch den Zuwachs teilte sich 1999 die Gemeinde Bochum-Herne-Recklinghausen auf; es entstanden die Gemeinden Jüdische Gemeinde Bochum-Herne-Hattingen und die Jüdische Gemeinde Recklinghausen.

## Die neue jüdische Gemeinde in Bochum
Die Jüdische Gemeinde Bochum-Herne-Hattingen erstreckt sich über ein Gebiet, auf der früher fünf jüdische Gemeinden (Bochum, Wattenscheid, Wanne-Eickel, Herne und Hattingen) waren. Sie ist die dritte Gemeinde in Bochum. 
Seit November 2004 werden im Rahmen des Gedenkens an die Opfer der Nationalsozialisten, und daher auch an den Holocaust, Stolpersteine in Bochum verlegt. Der erste Stein wurde vor dem Schauspielhaus für die Schauspielerin Terka Csillag verlegt. Ebenfalls im November wurde die neue Gedenkstele für die zerstörte Synagoge an der Harmoniestraße mit einer Kranzniederlegung eingeweiht. Die Dr.-Ruer-Medaille wird von der jüdischen Gemeinde an Persönlichkeiten der nichtjüdischen Öffentlichkeit verliehen, die sich um die jüdische Gemeinschaft verdient gemacht haben. Die erste Verleihung erfolgte im Oktober 2004 an den damaligen Oberbürgermeister Ernst-Otto Stüber für seinen Einsatz für den Bau einer neuen Synagoge.

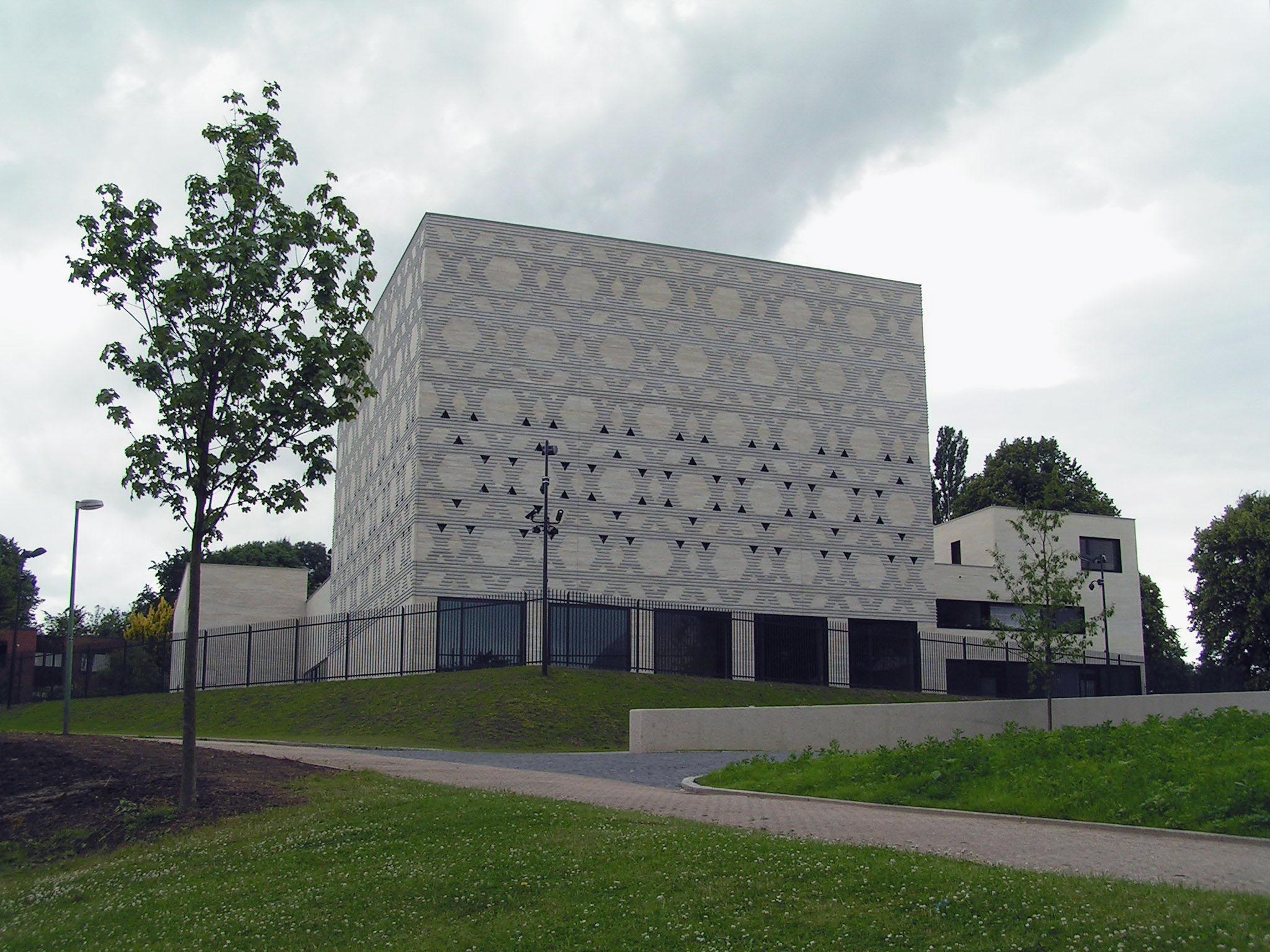
Neue Bochumer Synagoge, eingeweiht 2007

Am 14. November 2005 legte Paul Spiegel, Präsident des Zentralrats der Juden in Deutschland, in Anwesenheit von über 500 Besuchern den Grundstein für die Neue Synagoge Bochum. Die Synagoge wurde am 16. Dezember 2007 eröffnet. Die Gemeinde Bochum-Herne-Hattingen hatte 2011 1122 Mitglieder, 2014 waren es 1.065 Mitglieder. Sie ist die zweitgrößte Gemeinde in Westfalen. Vorsitzender der Gemeinde wurde Grigory Rabinovich. Die Arbeit der Gemeinde umfasst die Durchführung von religiösen Veranstaltungen, Feiern und Religionsunterricht. Daneben bietet sie den Mitgliedern soziale Betreuung, Teilnahme an diversen Clubs und Weiterbildungen an und führt sportliche und kulturelle Veranstaltungen für alle Mitbürger sowie Kinder- und Jugendveranstaltungen durch.
Ein von der Evangelischen Stadtakademie Bochum entwickelter Stelenweg zeigt seit 2010 die über 400-jährige Geschichte der jüdischen Gemeinschaft in Bochum. Auf inzwischen 11 von später 14 Stelen wird an den Orten in der Stadt, an das jüdische Leben und das Zusammenleben von Juden und Nichtjuden in Bochum erinnert.
2017 wurde berichtet, die Mitglieder der Gemeinde würden in der Öffentlichkeit keine Kippa mehr tragen, da sie immer wieder Beschimpfungen erdulden müssten, sobald sie auf der Straße als Jude zu erkennen seien. Ein Großteil dieser Attacken käme von muslimischen Jugendlichen, meinten Vertreter der Gemeinde.
Auf der Fläche des bisherigen jüdischen Friedhofs ist kein Raum für weitere Bestattungen. Ein neuer jüdischer Friedhof entstand auf dem östlichen Teil des Hauptfriedhofs Bochum an der Feldmark. Die Einweihung erfolgte im Dezember 2019. Die neue Trauerhalle wurde 2020 fertiggestellt.

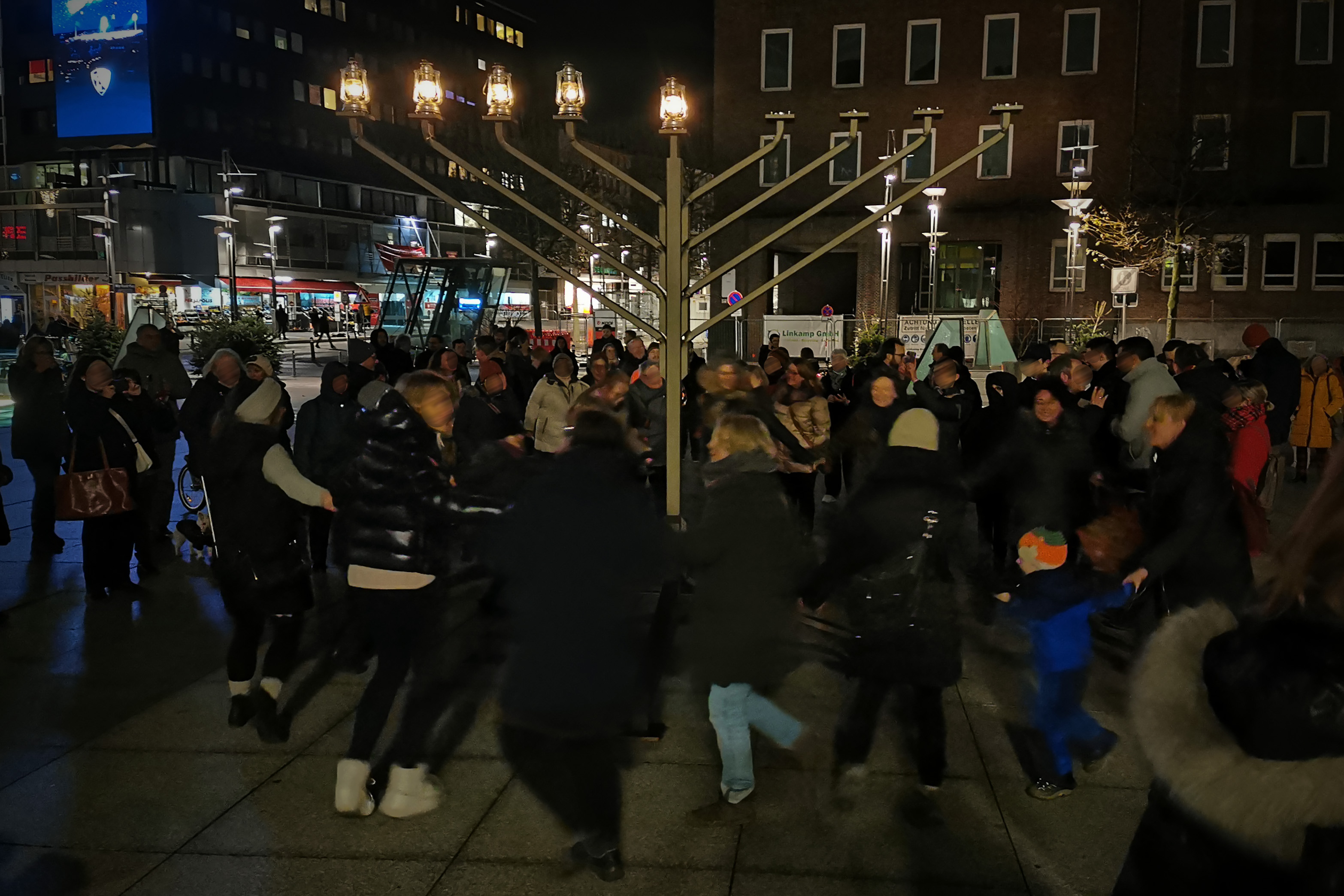
Chanukka-Feier auf dem Rathausvorplatz, 2022

Am 15. Dezember 2020 fand in Bochum die erste öffentliche Chanukka-Feier auf dem Rathausvorplatz statt. Dabei wurde der neunarmige Leuchter (Chanukkia) entzündet. An der Feier nahmen Vertreter der Stadt und aller großen Religionsgemeinschaften teil. Die Feier wurde seitdem jedes Jahr wiederholt.
Seit 2022 ist Andrés Bruckner Rabbiner der Gemeinde Bochum. Der in Kolumbien geborene Bruckner erhielt im Oktober 2022 seine Semicha in Potsdam.

### Sachbuch, populärwissenschaftliche Schriften
- Ingrid Wölk: Vom Boykott bis zur Vernichtung. Leben Verfolgung, Vertreibung und Vernichtung der Juden in Bochum und Wattenscheidt 1933–1945. Ein Quellen – und Arbeitsbuch. Hrsg. vom Stadtarchiv Bochum, Essen 2002, ISBN 978-3-89861-047-6
- Ingrid Wölk: Ortsartikel Bochum. In: Historisches Handbuch der jüdischen Gemeinschaften in Westfalen und Lippe. Die Ortschaften und Territorien im heutigen Regierungsbezirk Arnsberg. Hrsg. von Frank Göttmann, Münster 2016, S. 197–226 Online-Fassung der Historischen Kommission für Westfalen.
- Hubert Schneider: Leben nach dem Überleben: Juden in Bochum nach 1945. Schriften des Bochumer Zentrums für Stadtgeschichte. Klartext, Essen 2014
- Ingrid Wölk: Leo Baer. 100 Jahre deutsch-jüdische Geschichte. Schriften des Bochumer Zentrums für Stadtgeschichte. Klartext, Essen 2016[47]
- Manfred Keller: Im jüdischen Bochum : Spurensuche auf dem Stelenweg. Gimmerthal, Bochum 2019, ISBN 978-3-00-063500-7 Deutsche Nationalbibliothek
- Henry Wahlig: Bochums vergessene Fußballmeister. Die jüdische Sportgruppe Bochum 1925-1938. In: Bochumer Zeitpunkte, Heft 19, 2007, S. 36–44 (online)
- Henry Wahlig: „Wunden aller Art“. Die jüdische Gemeinde Bochum 1945/46 im Spiegel der ersten Gemeindegründungen nach dem Holocaust. In: Bochumer Zeitpunkte, Heft 20, 2007, S. 39–47 (online)
- Ernst-Albrecht Plieg: Moritz Lindau - ein jüdischer Radsportler aus Bochum 1877-1942 (?). In: Bochumer Zeitpunkte, Heft 22, 2008, S. 3–10 (online)
- Hubert Schneider: Jüdische Familien in Bochum – ihre Bedeutung für die Entwicklung der Stadt. In: Bochumer Zeitpunkte, Heft 23, 2009, S. 3–24 (online)
- Hubert Schneider: Schicksale der Ärzte jüdischer Herkunft aus Bochum. In: Bochumer Zeitpunkte, Heft 27, 2011, S. 3–27 (online)
- Hubert Schneider: Dr. Carl Rawitzki (1879-1963), der vergessene Ehrenbürger der Stadt Bochum. In: Bochumer Zeitpunkte, Heft 30, 2013, S. 34–57 (online)
- Hubert Schneider: Es begann 1933: Die Verfolgung der Bochumer Juden. Das Beispiel des Rechtsanwalts Dr. Siegmund Schoenewald und seiner Ehefrau Ottilie, geb. Mendel. In: Bochumer Zeitpunkte, Heft 34, 2015, S. 3–18 (online)
- Hubert Schneider: November 1938. Jüdische Männer werden in Konzentrationslager und Polizeigefängnisse verschleppt. Das Beispiel Bochum. In: Bochumer Zeitpunkte, Heft 36, 2016, S. 26–41 (online)
- Hubert Schneider: Deportation Bochumer Juden, das Schicksal jüdischer Familien, dargestellt an Beispiel des Transportes X/1 Dortmund -Theresienstadt. In: Bochumer Zeitpunkte, Heft 41, 2020, S. 76–88 (online)
- Hubert Schneider: Die "Entjudung" des Wohnraums - "Judenhäuser" in Bochum - Die Geschichte der Gebäude und ihren Bewohner. In: Verein "Erinnerung für die Zukunft e.V." (Hrsg.): Schriften des Bochumer Zentrums für Stadtgeschichte Nr. 4. Lit Verlag Dr. W. Hopf, Berlin 2010, ISBN 978-3-643-10828-9.
- Gisela Wilbertz: Jüdische Friedhöfe im heutigen Bochumer Stadtgebiet (Bochum, Wattenscheid, Stiepel). Hrsg.: Veröffentlichung des Stadtarchivs Bochum. Studienverlag Dr. N. Brockmeyer, Bochum 1988.
- Manfred Keller, Gisela Wilbertz - Evangelische Stadtakademie Bochum (Hrsg.): Spuren im Stein. Ein Bochumer Friedhof als Spiegel jüdischer Geschichte. Klartext, Essen 1997, ISBN 3-88474-522-0, S. 376.
- Manfred Keller, Hubert Schneider, Johannes Volker Wagner (Hrsg.): Gedenkbuch. Opfer der Shoa aus Bochum und Wattenscheid. Kamp, Bochum 2000, ISBN 3-89709-201-8, S. 64.
- Ingrid Wölk: Leo Baer : 100 Jahre deutsch-jüdische Geschichte. Mit den "Erinnerungssplittern eines deutschen Juden an zwei Weltkriege" von Leo Baer und einem Vorwort von Gerd Krumeich. Klartext, Essen 2016, ISBN 978-3-89861-595-2.
- Ingrid Wölk: Heft „Statut für die Synagogen-Gemeinde zu Bochum“. Preußen, die Emanzipation und die Bochumer Juden im 19. Jahrhundert. In: Ingrid Wölk (Hrsg.): Hundert sieben Sachen - Bochumer Geschichte in Objekten und Archivalien. 1.  Auflage. Klartext, Essen 2017, ISBN 978-3-8375-1869-6, S. 219–226.
- Ingrid Wölk: Eintrittskarte zur Synagogen-Weihe. Eine Zierde der Stadt: Bochums neue Synagoge. In: Ingrid Wölk (Hrsg.): Hundert sieben Sachen - Bochumer Geschichte in Objekten und Archivalien. 1.  Auflage. Klartext, Essen 2017, ISBN 978-3-8375-1869-6, S. 176–180.
- Manfred Keller, im Auftrag der Jüdischen Gemeinde Bochum-Herne-Hattingen (Hrsg.): Menschen – Orte – Schicksale. 400 Jahre jüdisches Leben in Bochum – Herne – Hattingen. Dokumentation einer Ausstellung. Bochum 2024, ISBN 978-3-00-080351-2.

### Fiktionale Literatur
- Die Bochumer Autorin Andrea Behnke schrieb mit „Die Verknöpften“[48] ein Jugendbuch über eine Freundschaftsgeschichte aus der Vergangenheit, die auf der wahren Geschichte rund um die jüdische Schule in Bochum und der Lehrerin Else Hirsch basiert.[49]
- Die Krimis der Autorin Sabine Hoffmann spielen im Nachkriegs-Bochum. In dem zweiten Buch „Totenwinter“ spielt die Verstrickung eines SS-Manns in den Betrieb des KZ-Außenlagers Brüllstraße eine Rolle.[50] In dem dritten Buch „Kopfgeld“ ist der Hintergrund der Handlung die vergangene Arisierung eines Modegeschäftes und die Transporte von jüdischen Kindern nach England und die Deportationen nach Riga.[51]